# Volleybalclub Sneek 2017-2018
Questa voce raccoglie le informazioni riguardanti il Volleybalclub Sneek nelle competizioni ufficiali della stagione 2017-2018.

## Organigramma societario
Area direttiva
- Presidente: Jabik Broersma

Area tecnica
- Allenatore: Petra Groenland

## Rosa
| N° | Nome                | Ruolo | Data di nascita   | Nazionalità sportiva |
| -- | ------------------- | ----- | ----------------- | -------------------- |
| 1  | Demi Veenstra       | L     | 29 settembre 1998 | Paesi Bassi          |
| 2  | Janieke Popma       | L     | 16 settembre 1996 | Paesi Bassi          |
| 3  | Anlène van der Meer | O     | 13 luglio 1999    | Paesi Bassi          |
| 4  | Hester Jasper       | S     | 7 maggio 2001     | Paesi Bassi          |
| 5  | Paula Boonstra      | O     | 23 giugno 1998    | Paesi Bassi          |
| 6  | Lieze Braaksma      | C     | 22 giugno 1996    | Paesi Bassi          |
| 7  | Lotte Groninger     | P     | 4 febbraio 1998   | Paesi Bassi          |
| 8  | Anniek Siebring     | S     | 13 maggio 1997    | Paesi Bassi          |
| 9  | Nienke Tromp        | P     | 3 ottobre 1996    | Paesi Bassi          |
| 10 | Klaske Sikkes       | C     | 7 aprile 1993     | Paesi Bassi          |
| 11 | Roos van Wijnen     | S     | 30 marzo 1992     | Paesi Bassi          |

## Statistiche

### Statistiche delle giocatrici
| Giocatrice      | Coppa CEV | Coppa CEV | Coppa CEV | Coppa CEV | Coppa CEV |
| Giocatrice      | P         | PT        | AV        | MV        | BV        |
| --------------- | --------- | --------- | --------- | --------- | --------- |
| P. Boonstra     | 2         | 23        | 20        | 2         | 1         |
| L. Braaksma     | 2         | 6         | 3         | 3         | 0         |
| L. Groninger    | 2         | 0         | 0         | 0         | 0         |
| H. Jasper       | 2         | 12        | 8         | 3         | 1         |
| J. Popma        | 2         | 0         | 0         | 0         | 0         |
| A. Siebring     | 1         | 1         | 1         | 0         | 0         |
| K. Sikkes       | 2         | 13        | 9         | 1         | 3         |
| N. Tromp        | 2         | 4         | 1         | 2         | 1         |
| A. van der Meer | 2         | 0         | 0         | 0         | 0         |
| R. van Wijnen   | 2         | 11        | 7         | 0         | 4         |
| D. Veenstra     | 2         | 1         | 0         | 0         | 1         |

P = presenze; PT = punti totali; AV = attacchi vincenti; MV = muri vincenti; BV = battute vincenti

NB: Non sono disponibili i dati relativi alla Eredivisie, alla Coppa dei Paesi Bassi e alla Supercoppa olandese